# Vallis Pennina
Vallis Pennina (també Vallis Poenina) fou el nom antic d'una vall del Roine, on el riu desaigua al llac de Ginebra. A Notitia Imperium, els habitants de les civitas vallensium són esmentats com a vallenses, però sembla que la regió era poblada per Nantuates, Veragres, Seduns i Viberis. Vallis Pennina es va deixar d'usar i el nom fou substituït per Pagus Vallensis. Aquest nom es conserva a l'actual cantó de Valais a Suïssa.
Vegeu: Valais